# Guignol

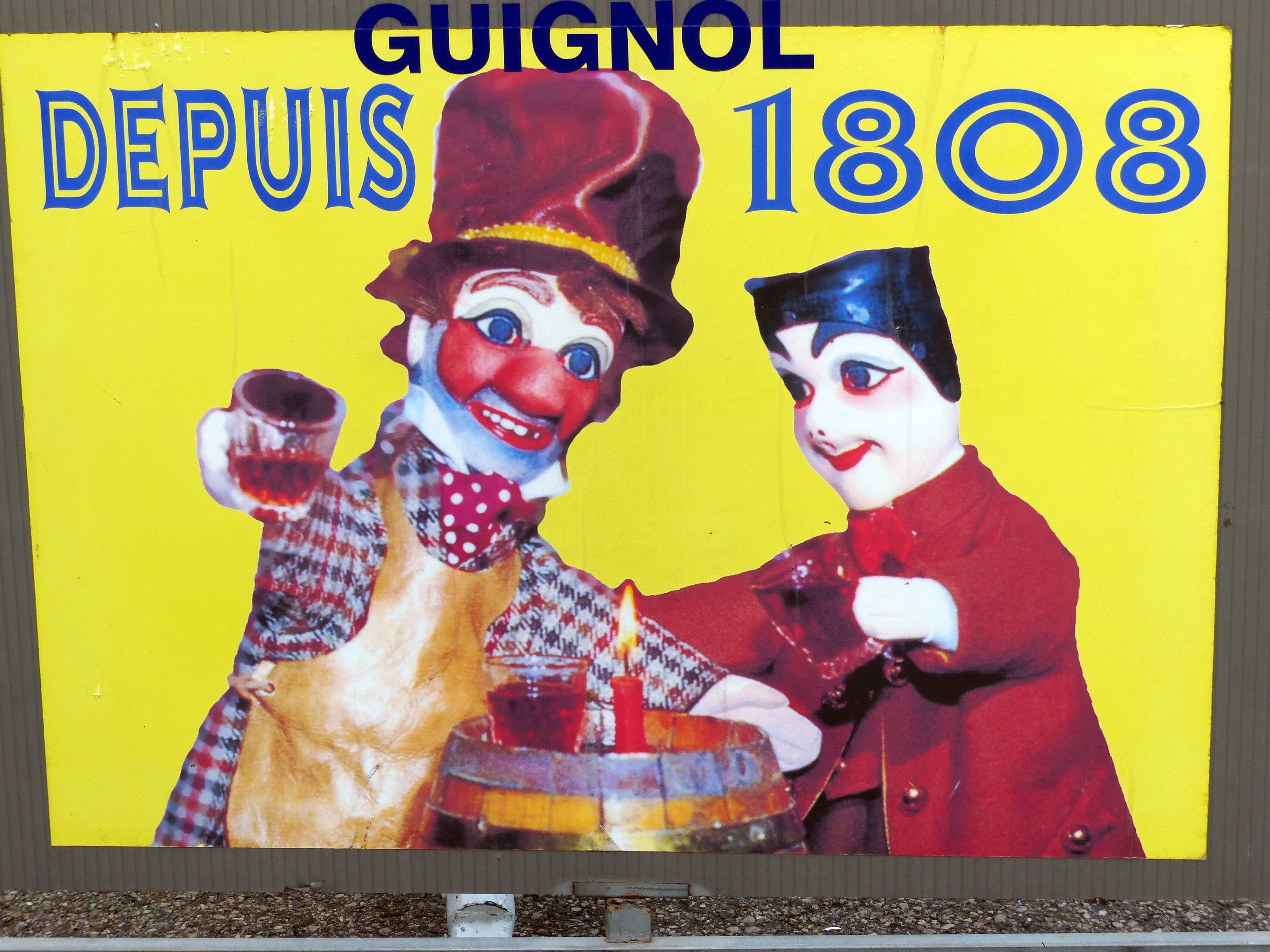
Guignol-traditionen grundades år 1808 enligt denna affisch

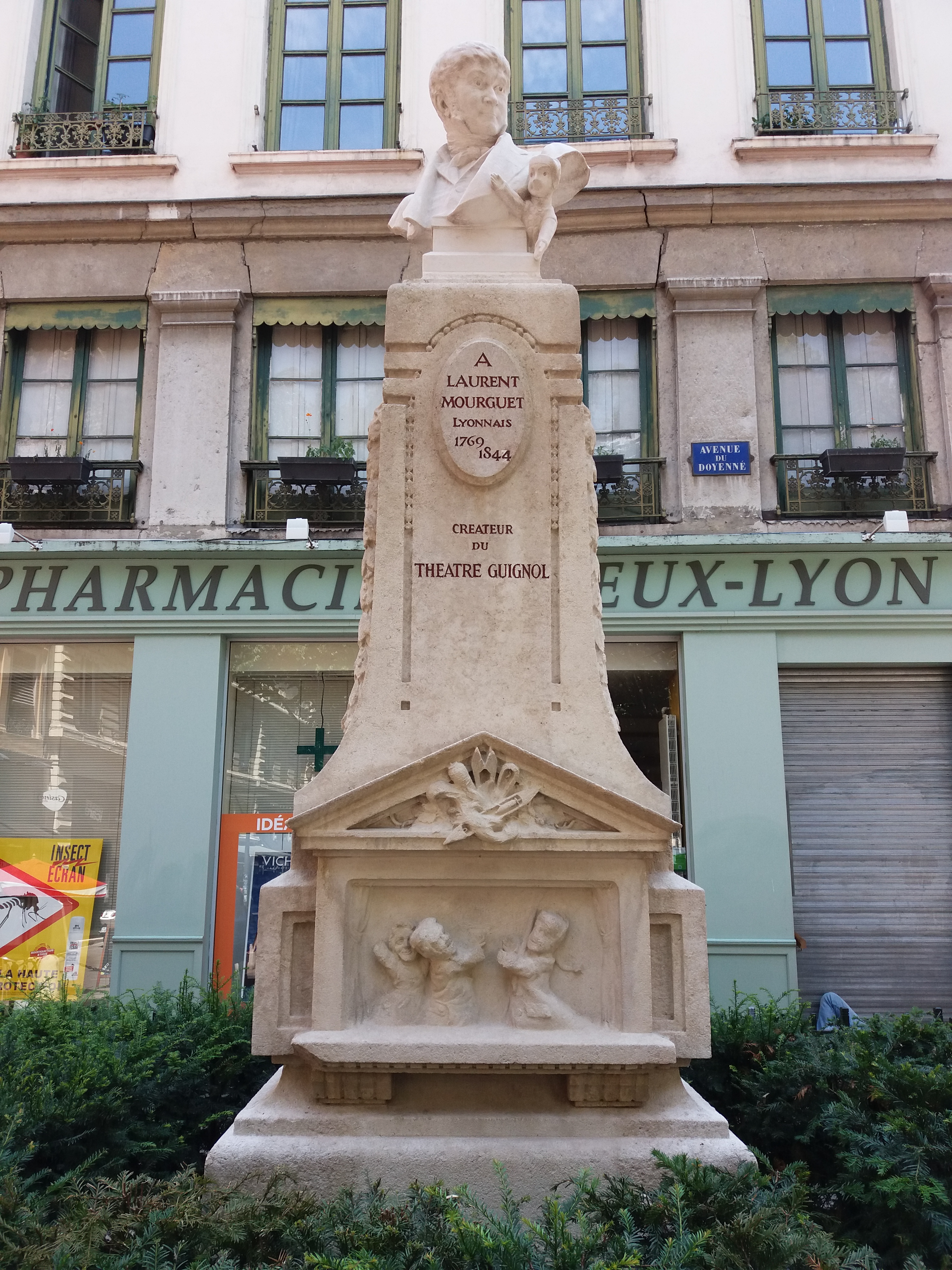
Minnesmärke i Lyon över Laurent Mourguet, Guignol-traditionens grundläggare

Guignol är en fransk karaktär i kasperteatern.
Guignol blev ursprungligen skapad i Lyon av en arbetslös sidenvävare vid namn Laurent Mourguet (1769-1844). Mourguet försörjde sig och sin familj med kasperteater enligt italiensk tradition, tills han 1808 lär ha tillverkat den första Guignol-dockan. Guignol blev mycket populär i Lyon, och blev med tiden även den franska Kasperteaterns huvudfigur. I Frankrike kallas därför kasperteater théâtre Guignol, någon som senare även blev beteckningen för en liten dockteater i allmänhet.